# 알리나 코마슈크
알리나 이바니우나 코마슈크(우크라이나어: Алі́на Іва́нівна Комащук, 1993년 4월 24일~)는 우크라이나의 펜싱 선수로 주 종목은 사브르이다. 2016년 하계 올림픽에서 여자 사브르 단체전에서 은메달을 획득했고 2024년 하계 올림픽에서 여자 사브르 단체전에서 금메달을 획득했다. 또한 세계 선수권 대회에서 금메달 1개, 은메달 1개를 획득했다.